# Vanger
Vanger Conceição da Silva, meglio noto come Vanger (São Luís, 27 gennaio 1987), è un ex calciatore brasiliano, di ruolo attaccante.

## Carriera
Ha giocato nella prima divisione bulgara e nella seconda divisione brasiliana.

## Palmarès

### Club

#### Competizioni nazionali
- Campeonato Brasileiro Série D: 1

Tombense: 2014